# Der Täter
Der Täter  ist eine im Jahr 2008 gedrehte österreichische Krimikomödie. Die Erstausstrahlung fand am 10. April 2010 im ORF 2 statt. Die Erstausstrahlung im deutschen Fernsehen war am 26. Februar 2011 auf arte.

## Inhalt
Jakob Kisch ist ein auf professionellen Kunstraub spezialisierter Ganove. Er erleidet während eines Einbruchs in der Villa Wertheim einen Herzinfarkt und wird entdeckt. Er kann sich jedoch als Mitarbeiter eines Security-Unternehmens ausgeben und wird von der Rettung – ohne seine echte Identität zu kennen – in ein Spital eingeliefert. Von dort gelingt ihm die Flucht.
Seine langjährige Komplizin Fanni Birek überredet ihn sich in einer privaten Rehabilitationsklinik behandeln zu lassen, wo er sich als österreichstämmiger Millionär aus Südafrika ausgibt. In der Klinik kann Jakob die Gespräche zwischen dem Polizeipräsidenten Fellinger und dem zwielichtigen Geschäftsmann Markus Welk belauschen, dabei erfährt er von den korrupten Machenschaften der beiden. Jakob beschließt aus seinem Wissen Kapital zu schlagen.
Geschickt gelingt es Jakob die Freundschaft des Polizeipräsidenten zu erschleichen, unterstützt von seiner Komplizin Fanni. Gemeinsam geben sie Partys und sind mit den Größen aus Wirtschaft und Politik auf Du und Du.
Schließlich ist das Vertrauen Fellingers in Jakob so groß, dass er ihm nahezu sein gesamtes, korrupt erwirtschaftetes Barvermögen anvertraut um es weißzuwaschen und zu vermehren.
Die Interne Revision der Polizei ist aber bereits auf die Spur des Präsidenten gekommen und Jakob lässt ihn mittels einer Tonbandaufnahme auffliegen. Jakob und Fanni entkommen mit dem Bargeld des Polizeipräsidenten ohne entdeckt zu werden.

## Kritik
Das Lexikon des internationalen Films: „Komödie, deren Sympathie eindeutig auf der Seite des kriminellen Protagonisten liegt.“
Die TV Spielfilm schrieb: „Feine Hochstapelei zum Abkugeln.“
Rainer Tittelbach schrieb in seinem Portal: „Das Vermögen mit traumhafter Rendite mehren und dann gelackmeiert sein – das Muster kennt man, nicht erst seit Wedels ‚Gier‘. Vieles hätte man sich dramaturgisch raffinierter, filmisch eleganter & a bisserl schneller gewünscht.“